# Holohory
Holohory (ukrainisch Гологори; russisch Гологоры/Gologory, polnisch Gołogóry) ist ein Dorf in der ukrainischen Oblast Lwiw in der Westukraine mit etwa 650 Einwohnern.

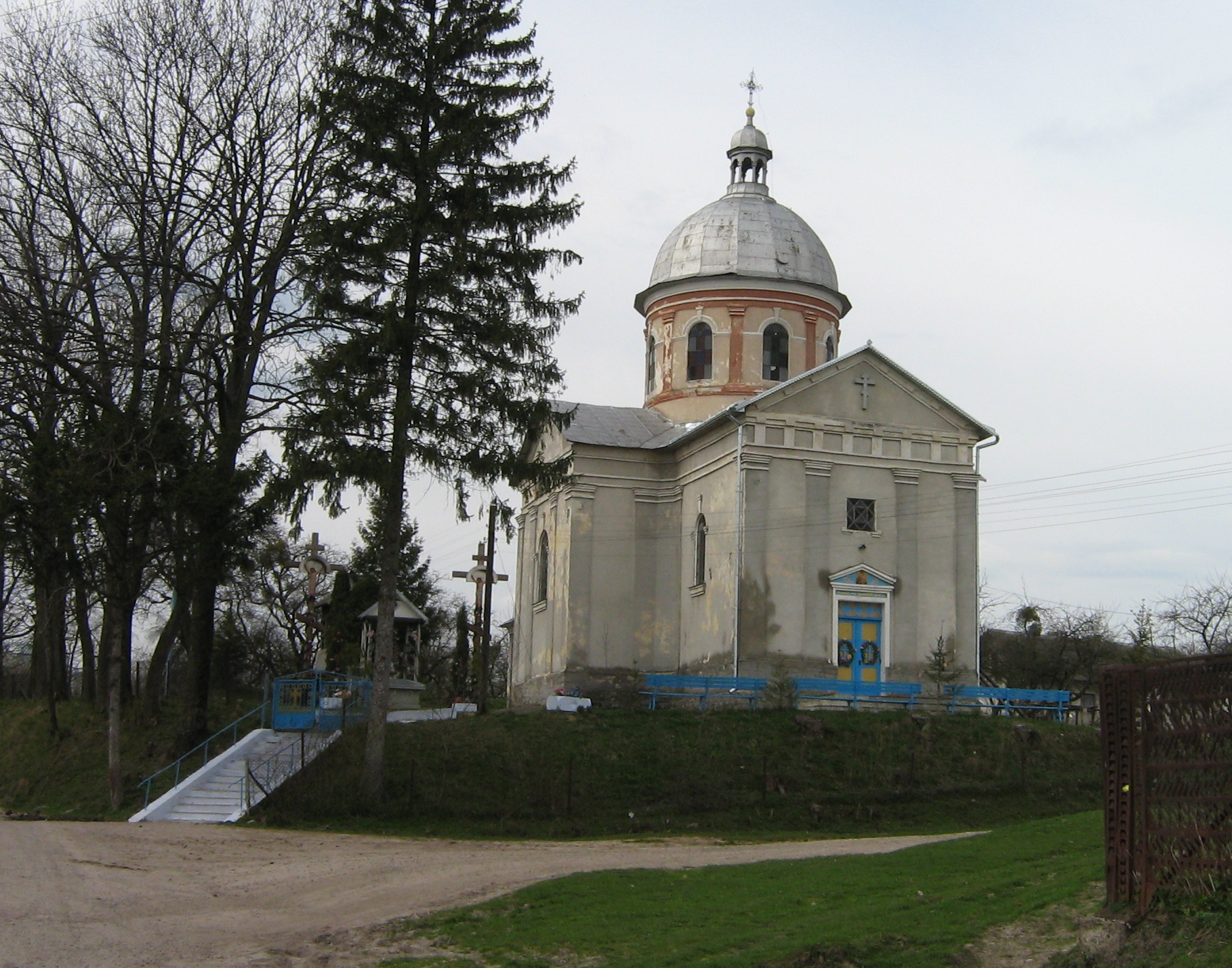
Kirche im Ort

Die Ortschaft liegt im Westen der historischen Landschaft Galizien im Rajon Solotschiw am Fluss Solota Lypa, etwa 14 Kilometer südwestlich vom Rajonzentrum Solotschiw und 51 Kilometer östlich vom Oblastzentrum Lwiw entfernt.
Sie gehört verwaltungstechnisch zur Stadtgemeinde Solotschiw, bis 2020 bildete Holohory zusammen mit den Dörfern Lissowi (Лісові), Majdan-Holohirskyj (Майдан-Гологірський) und Saschkiw (Зашків) die Landratsgemeinde Holohory.
Der Ort wurde 1231 zum ersten Mal schriftlich erwähnt, erhielt 1469 das Magdeburger Stadtrecht, lag zunächst in der Adelsrepublik Polen-Litauen, Woiwodschaft Ruthenien, und kam 1772 als Gologory zum damaligen österreichischen Kronland Galizien (bis 1918 dann mit dem Status eines Marktes im Bezirk Złoczów).
Nach dem Ende des Ersten Weltkrieges kam der Ort zur Polen, war hier ab 1921 als Gołogóry in die Woiwodschaft Lwów, Powiat Złoczów, Gmina Gołogóry eingegliedert und wurde im Zweiten Weltkrieg erst von der Sowjetunion und ab 1941 bis 1944 von Deutschland besetzt und dem Distrikt Galizien angeschlossen. Nach der Rückeroberung durch sowjetische Truppen 1944 kam er 1945 wiederum zur Sowjetunion und wurde in die Ukrainische SSR eingegliedert, seit 1991 ist der Ort Teil der heutigen Ukraine. Unter sowjetischer Herrschaft wurde dem Ort der Marktstatus aberkannt und zum Dorf herabgestuft.
Im Ort befinden sich die Ruinen des Schlosses Holohory aus dem 15. Jahrhundert.